# 수리남의 경제
수리남의 경제는 산화 알루미늄과 보크사이트에서 생산된 소량의 알루미늄의 수출에 크게 의존하고 있었다. 그러나 알코아가 떠난 후 경제는 원유와 금 수출에 의존했다. 수리남은 2011년 3월 유로머니 국가 위험 순위에서 세계에서 124번째로 안전한 투자처로 선정되었다.

## 농업
2018년 수리남은 쌀 27만 3천 톤, 사탕수수 12만 5천 톤을 생산했으며, 바나나(4만 8천 톤), 오렌지(1만 9천 톤), 코코넛(1만 4천 톤)과 같은 다른 농산물의 소규모 생산량도 생산했다.

## 보크사이트
수리남 경제의 중추는 산화 알루미늄(알루미나)과 보크사이트에서 생산되는 소량의 알루미늄을 수출하는 것이다. 1999년 파라남의 알루미늄 제련소가 폐쇄되고 온베르다흐트 광산이 중단되었다. 수리남의 보크사이트 매장량은 세계에서 가장 부유하다.
에너지 집약적인 알루미나와 알루미늄 사업에서 수리남의 가장 큰 장점은 저렴한 전력 비용이다. 1960년대에 미국의 알루미늄 회사는 수력 에너지 생산을 위해 1억 5천만 달러 규모의 아포바카 댐을 건설했다. 이것은 브로코폰도 저수지를 세계에서 가장 큰 인공 호수 중 하나인 1,560 km2의 호수로 만들었다.

## 대외 원조
1991년 다소 민주적으로 선출된 정부에 복귀한 후, 네덜란드의 원조는 재개되었다. 네덜란드는 수리남이 경제 개혁을 단행하고 원조 자금을 사용할 수 있는 구체적인 계획을 수립해야 한다고 주장하면서 네덜란드와의 관계는 계속해서 경제에 중요한 요소로 남아 있다. 그러나 2000년에 네덜란드는 원조 계획의 구조를 수정하고 수리남 당국에 개별 프로젝트가 아닌 부문별 우선순위에 따라 원조를 지출하기로 결정했다. 현 정부는 이 접근법에 찬성하지 않지만, 부문별 분석을 통해 네덜란드에 제출하고 있다.
1991년부터 1996년까지 잠시 휴식을 취한 수리남의 경제 상황은 1996년부터 현재까지 악화되었다. 이는 네덜란드 개발원조 감소에 직면한 바이덴보스 정부의 느슨한 재정정책 탓이 컸다. 그 결과 외환시장의 평행시장이 급상승하여 1998년 말에는 기준금리 대비 평행시장률의 프리미엄이 85%가 되었다. 수입 거래의 90% 이상이 병행하여 이루어졌기 때문에, 1996년 말 0.5%에서 1998년 말 23%, 1999년 말 113%로 12개월 인플레이션이 상승하는 등 인플레이션이 시작되었다. 정부는 또한 경제 정책의 역효과를 억제하기 위해 물가, 환율, 수입, 수출에 대한 엄격한 경제 통제 체제를 구축했다. 인플레이션 폭등과 환율 불안, 실질소득 감소 등이 누적된 영향이 정치적 위기로 이어졌다.
네덜란드의 원조는 데시 바우테르서가 대통령에 당선된 후 크게 중단되었고, 중국의 원조가 증가했다.

## 정치
수리남은 2000년 5월 새 정부를 선출했지만, 윌러스 베이던보스 정부가 교체될 때까지 느슨한 재정 및 통화 정책을 계속했다. 그것이 퇴임할 때까지, 병행 시장의 환율은 더 하락했고, GDP의 10% 이상이 재정적자를 충당하기 위해 대출되었고, 국가에는 상당한 통화 과잉이 있었다. 새 정부는 이런 문제를 해결하기 위해 은행과 캠비오스가 정한 평행시장금리를 제외한 나머지 환율을 88% 절하하고 수도·전기 관세를 인상하고 휘발유 보조금을 없앴다. 새 행정부는 또한 가격 통제의 광범위한 목록을 12개의 기본 식품으로 합리화했다. 더 중요한 것은 정부가 중앙은행의 모든 자금 지원을 중단했다는 점이다. 그것은 경제 기반을 넓히고, 다른 나라들과 국제 금융 기구들과 더 나은 관계를 형성하며, 네덜란드 원조에 대한 의존도를 줄이려고 시도하고 있다. 그러나 현재까지 정부는 투자법을 시행하거나 110개 파라스타탈 중 어느 것도 민영화를 시작하지 않았으며, 경제를 발전시키기 위한 종합적인 계획을 개발했다는 많은 징후도 주지 않았다.

## 외채 및 구조조정
수리남의 대외채무는 2021년 2월 기준 40억달러에 달하며 이 가운데 현재 총 6억7500만달러의 대출 구조조정을 추진 중이다. 수리남은 구조조정이 진행되는 동안 프랑스 투자은행인 라자드를 재무고문으로 영입했다.